# Suaři
Suaři nebo Suarové, Suvaři, Suvarové (tatarsky: Suarlar, turecky: Suvarlar, kazašsky: Suartar) byl středověký turkický kmen, který žil ve východní Evropě na dolním toku řeky Kama v Tatarstánu. Vznikl zřejmě z pozůstatků hunských Sabirů a jejich konfesní vyznání bylo pravděpodobně založeno na čarodějnictví, teismu a tengrismu.

## Původ Suarů
Mnoho Čuvašů považuje Suary za své předky a nazývají je čuvašsky „Svarsem“. V marijském jazyce dnešní Volžské Tatary nazývají „Souasn“, Čuvaši jsou také známí jako „Suasenmari“ nebo ve finském jazyce „Suaslanmari“, což znamená suarizovaní Marijci. Etnonymum „Suar“ samo o sobě znamená tatarsky „doslovně → vodní muž, s významem → říční člověk“.
Jasné informace o povaze a historii tohoto pokolení nejsou k dispozici. Skupina Tatarských etymologů tvrdí, že Suaři tvořili větev Sabirů, kteří v 8. století odjeli z Kavkazu k Itilu (Volha) (Volžské Bulharsko). Jiná skupina zjistila, že tato skupina pojmenována „Suvari“ žila vedle Volžských Bulharů v jižní zóně ústí řeky Kama v 1. století. Jsou považování za nejstarší národ z povodí Čulman (Kama).
Zprvu to byl starověký turkický kmenový svaz, jež zahrnoval také různé finské kmeny (Čeremisy (Marijci), Mokšy a jiné), avšak ústí řek v kotlině Kaba a Ak-Itil začaly hodně brzy zabírat také různé turecké kmeny.
Jednomu z hlavních měst Volžského Bulharska se říkalo Suar nebo Suwar. Toto město, postaveno v roce 940, tvořilo centrum Suarského knížectví (948-975), které bylo jedním z jeho státečků. Tvrdí se, že město „Suwar“ v tomto kraji bylo postaveno podle nich a je také pravděpodobné, že některé názvy jiných měst a řek mohou mít vztah k tomuto turkickému kmeni.